# Lignières (Švýcarsko)
Lignières je obec v kantonu Neuchâtel na západě Švýcarska. Má 968 obyvatel. 

## Geografie
Lignières leží v nadmořské výšce 802 metrů, vzdušnou čarou 14 km severovýchodně od hlavního města kantonu, Neuchâtelu. Zemědělská obec se rozkládá na jihozápadním okraji náhorní plošiny Montagne de Diesse jižně od masivu Chasseralu, v panoramatické poloze vysoko nad Bielským jezerem a rovinou Švýcarské plošiny.
Rozloha obce 12,5 km² zahrnuje nejzápadnější část náhorní plošiny de Diesse. Ta je u obce Lignières odvodňována potokem Ruisseau de Vaux do Bielského jezera. Na západě se oblast rozprostírá přes výšinu Serroue (1055 m n. m.), údolní prohlubeň Les Prés sur Lignières až k jurskému masivu Chasseral. Zde se na Chuffortu ve výšce 1478 m n. m. nachází nejvyšší bod obce. V roce 1997 zaujímala 7 % rozlohy obce zastavěná plocha, 32 % lesy a lesní porosty a 61 % zemědělské plochy.
K obci Lignières patří vesnice Le Moulin v nadmořské výšce 815 m na západním okraji náhorní plošiny Plateau de Diesse a četné jednotlivé farmy. Sousedními obcemi Lignières jsou Le Landeron, Enges a Val-de-Ruz v kantonu Neuchâtel a Nods, Plateau de Diesse a La Neuveville v kantonu Bern.

## Historie

Historický snímek oblasti Chasseralu (1924)

Nálezy mohyl z doby halštatské ukazují na velmi rané osídlení oblasti Lignières. Byly také objeveny stopy po vile z doby římské. První písemná zmínka o obci pochází z roku 1178 pod názvem Linieres, současný pravopis se objevil již v roce 1246. V té době držela pozemky v Lignières kapitula Saint-Imier.
Ve 13. století patřilo Lignières k hrabství Neuchâtel. Od roku 1326 vykonávali svá práva nad obcí společně hrabata z Neuchâtelu a knížata-biskupové z Basileje, přičemž se zde čas od času objevovaly spory. Z této doby pochází také vznik zóny zvané Franc-Alleu: při koupi a prodeji pozemků se nemusel platit žádný převodní poplatek. Tato zvláštnost byla zrušena až v roce 1991.
Výměnnou dohodou se Lignières v roce 1625 vrátilo k Neuchâtelu, zatímco knížecí biskupství a město Bern nadále odpovídaly za vojenské a církevní záležitosti. Příslušný pastýř měl být určen po dohodě mezi Bernem a společenstvím Vénérable Compagnie des pasteurs z Neuchâtelu. Rozhodnutím Vídeňského kongresu byla obec v roce 1815 definitivně přidělena kantonu Neuchâtel. V roce 1832 padlo v obci mnoho domů za oběť požáru.

## Obyvatelstvo
| Rok            | 1750 | 1850 | 1900 | 1950 | 1970 | 2000 |
| Počet obyvatel | 319  | 686  | 693  | 521  | 498  | 914  |

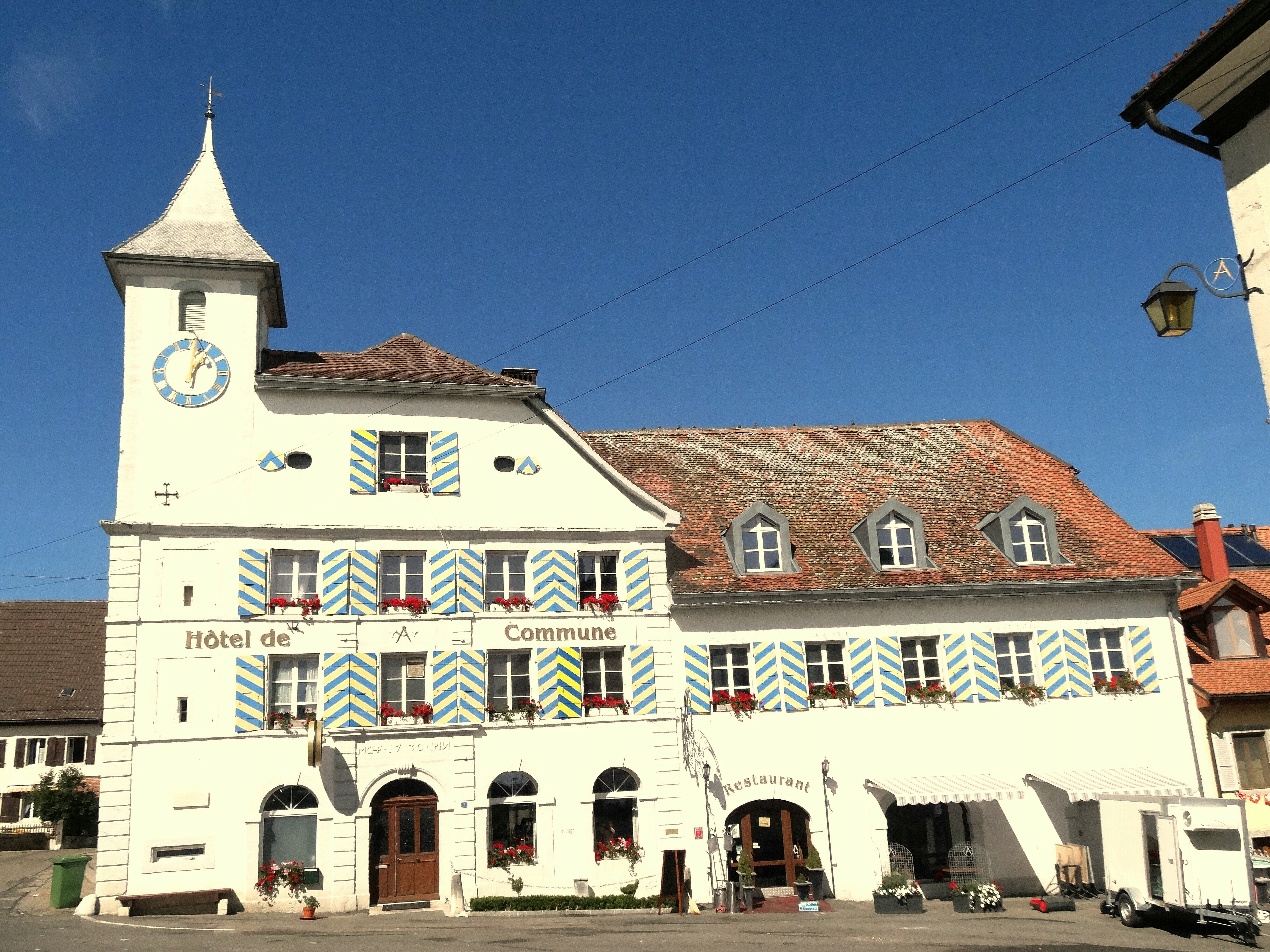
Obecní úřad

K 31. prosinci 2021 v obci žilo 968 obyvatel. Z celkového počtu obyvatel je 91,0 % francouzsky mluvících, 5,0 % německy mluvících a 1,0 % anglicky mluvících (stav v roce 2000). Počet obyvatel se výrazně zvýšil zejména v posledních desetiletích. 

## Hospodářství
Až do počátku 80. let 20. století bylo Lignières převážně zemědělskou obcí, poté se změnilo v rezidenční obec. V obci jsou pracovní místa v sýrárně, v obchodu se dřevem a v místních malých podnicích. Mnoho zaměstnanců však dojíždí za prací do Le Landeron nebo do oblasti Neuchâtelu. Na náhorní plošině se nachází závodní dráha pro automobily a motocykly.

## Doprava
Obec se nachází mimo hlavní tahy na kantonálních silnicích z Le Landeron nebo La Neuveville na náhorní plošinu Plateau de Diesse. Lignières je napojeno na síť veřejné dopravy linkou Postbusu, která jezdí z Le Landeron do Nods, a další linkou do Saint-Blaise.